# 佳冬楊氏宗祠
22°25′10″N 120°32′51″E / 22.419340°N 120.547405°E
佳冬楊氏宗祠 ，是位於臺灣屏東縣佳冬鄉佳冬村的楊姓客家宗祠，1923年落成，在1995年因開闢道路而由楊姓族人爭取列入文資保護，今列縣定古蹟。

## 建築風貌

### 前景
佳冬楊氏宗祠面積0.1公頃。地勢從北至南逐漸往低，建物也順向兩旁逐漸降低，予人莊嚴肅穆之感。祠前的圓形池塘有以紅磚砌造太極兩儀圖，以祝子孫繁衍不息。水池原先種荷花，後改為睡蓮，以免覆蓋樣貌。《台灣奇案》劇組曾來此取景。

### 殿廳
燕尾翹脊與棟頂馬背均飾有琉璃剪黏、彩繪鑿花，以彰顯楊氏先祖朝議大夫楊雲岫官職地位。堂前有兩尊憨番於戰後初期遭入駐國軍破壞，原先頭部樣貌已不可考。原先的水車堵亦完全佚失原圖，是由交趾陶師郭志郎從殘跡中建構昔日題材，配合客家宗祠忠義孝悌主題作裝飾。正門對聯為「理學淵源芳流炎宋」、「相臣勳業卓著大明」，係取自楊時的成就。四扇鏤空花窗，特地以不同花紋裝飾。舖著紅色方型地磚的天井兩側為滿月門，上鑲浮雕、彩繪的交趾燒。文建會委託李乾朗撰寫的《傳統建築入門》一書，就是以這兩扇滿月門樓作封面。
在佳冬國小成立前，此處是作為臨時的小學學校。
正殿屋架後期改成為鋼筋混凝土，已無法確認原先屋架。廳堂內懸有「祖德流芳」、「光繼諸謀」、「祖德流芳」等匾額、及楹聯「基創自梅州族大支繁蕃衍八閩兩粵」、「派分來海島源長流遠會同百祖一宗」。裝飾相較於閩南風格，深具客家傳統特色與古樸。正堂木龕奉祀楊雲岫神位與妻子歐陽氏神位，其餘來台派下順下左右。彩繪為陳玉峰在1923年所畫，為他出師之第二年作品。木龕兩側以「本溯梅州昭祖德」、「支蕃瀛島薦馨香」、「孝莫思勞轉眼便作人父母」、「善無望報回頭且看你兒孫」為對聯、棟聯。
每年清明節前一天，楊姓族人會在此舉行祭祖盛會，並贈給七旬長者壽儀、當年出生男嬰新丁儀、大專新生獎學金。

## 歷史

### 建立原因

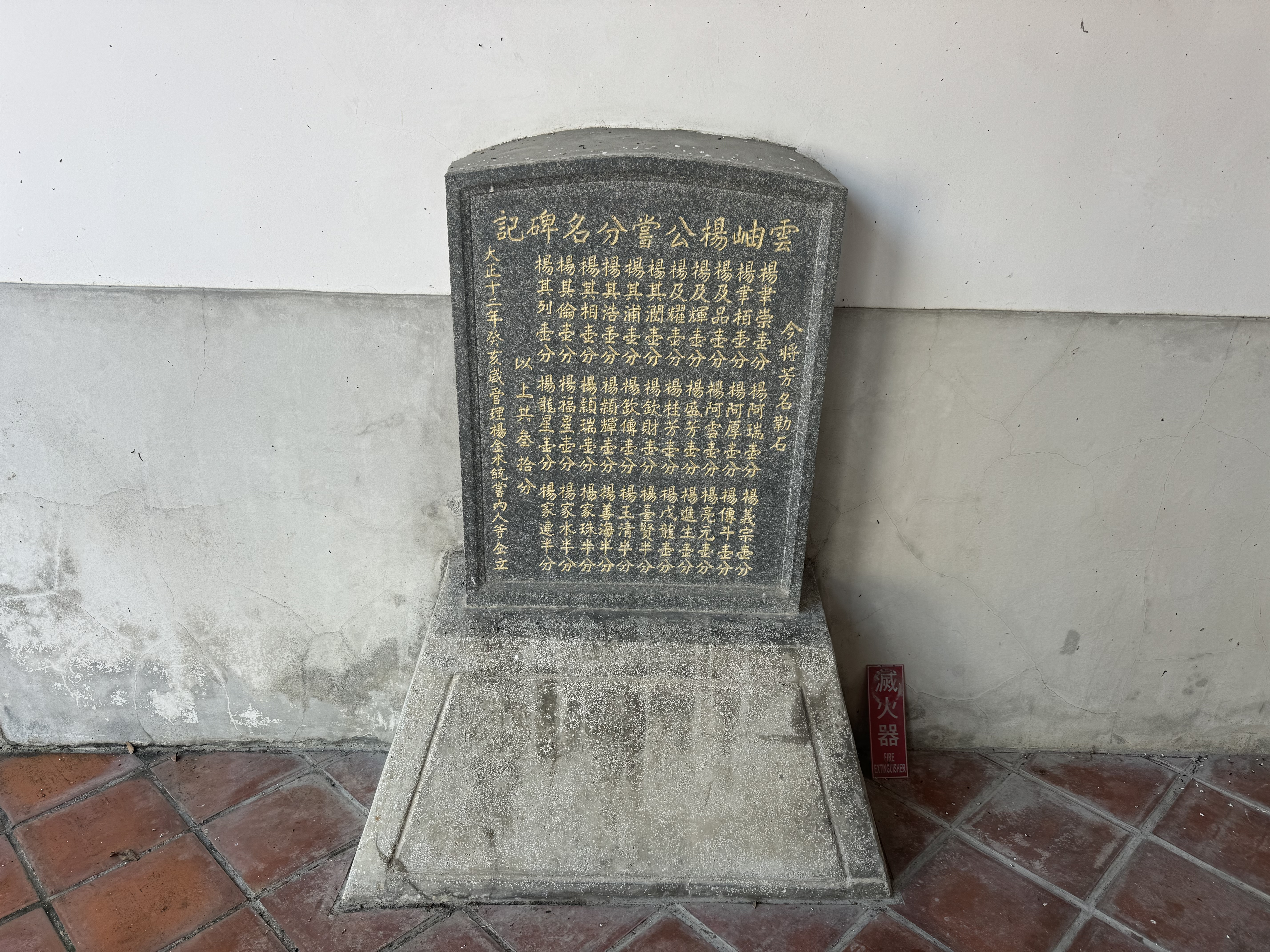
楊雲岫公嘗分名碑

佳冬楊氏宗祠的楊姓族人是以開基廣東梅縣的楊雲岫為先祖、後代楊德展為來臺祖。道光年間，楊姓族人組成楊雲岫公嘗，以租佃收入作祭祀。至1919年，楊家水、楊家連兄弟邀集佳冬、內埔、車城30處會份在佳冬村興建祠堂，至1923年興建完成。

### 爭取保存

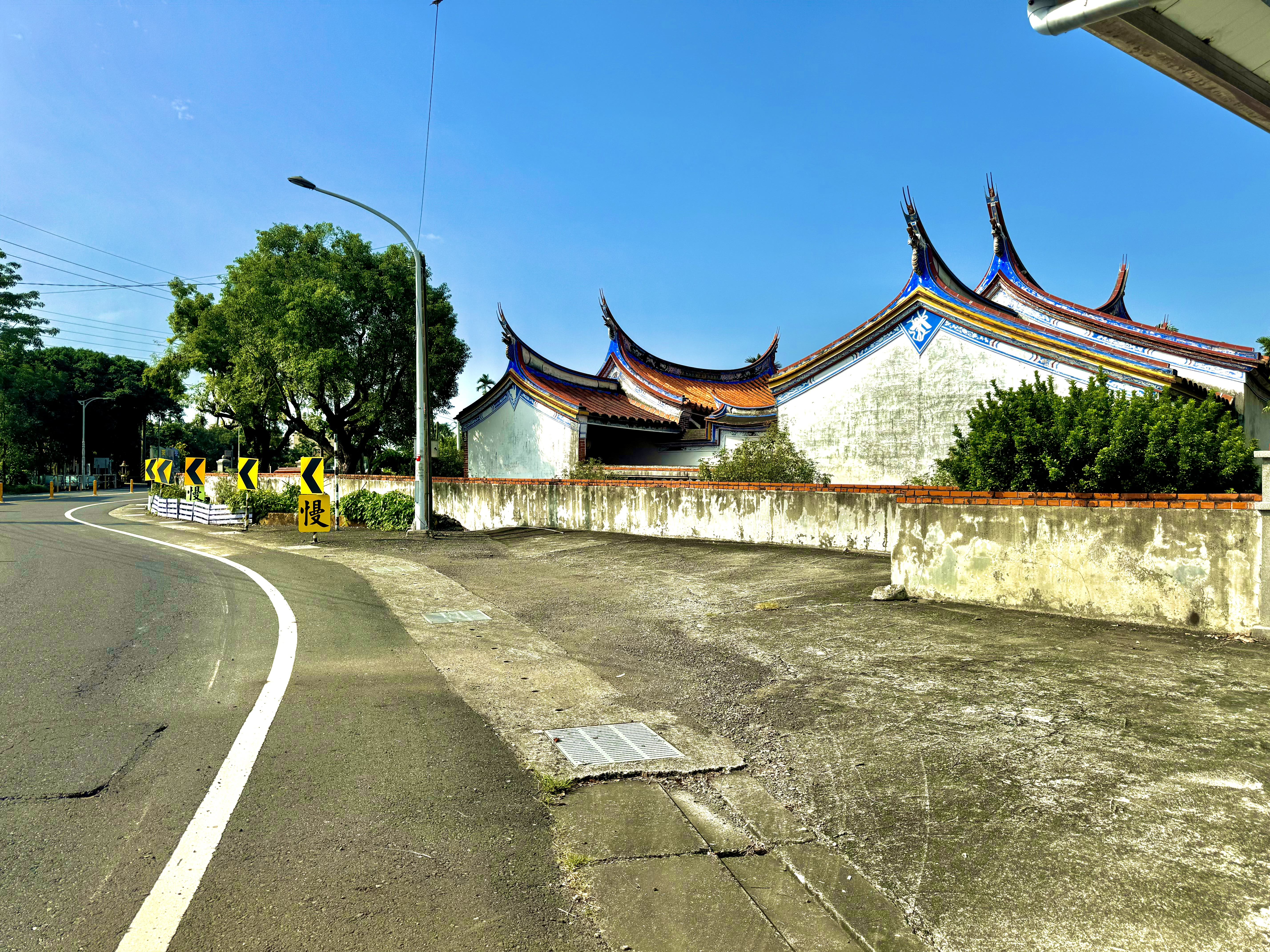
十二之九號道路（佳興路）

早於1974年，政府就計畫開闢從佳冬車站經台17線、佳冬楊氏宗祠太極兩儀池、到佳冬國小，共1公里餘的十二之九號道路。據鄉代表陳忠壽說，十二之九號到佳冬楊氏宗祠時為急轉彎，至少發生過六次車禍。該年定案的佳冬鄉都市計劃中，原先也要拓寬佳冬蕭宅旁道路成12公尺寬，但為了讓古厝保存完整而最終維持3公尺寬度。
1995年5月28日，針對拆除太極兩儀池以開闢十二之九號道路，佳冬楊氏宗祠宗親開會決定要求變更路線。6月12日，楊紹立、楊景昇、楊港淵等楊氏宗親，邀請曾貴海，再度向佳冬鄉公所及代表會陳情，同時成立自救會。19日，楊景謀以保護楊氏宗祠後援會主委身分在臨時會陳情，由鄉主席賴憲和裁示楊氏宗親應在8月前盡快申請古蹟資格。25日，保護楊氏宗祠後援會在佳冬楊氏宗祠成立，王啟敏、賴憲和、湯景泉、李旺台、曾貴海、李智期、鍾秀梅等多人出席擔任後援會顧問，再由林生祥持吉他自彈自唱下，與會者手持標語及布條，行經佳冬西隘門、佳冬蕭宅，前往至佳冬鄉公所表達立場。
7月1日，立委陳光復、廖永來等立委向內政部、教育部、文建會提出聯合質詢，指出楊氏宗祠深具文化價值、其定期祭祖是社區意識的最佳典範，相關單位應善盡保護之義務。3日，在省議員曹啟鴻關切下，臺灣省住都局道南隊長林民治率測量人員南下佳冬鄉了解十二之九號道路情形。同天下午，保護楊氏宗祠後援會決定申請古蹟。6日，道路處處長周潮生到現場了解後，決定牴觸路段暫緩施工，並請楊姓族人儘速申請列入古蹟以協調取得用地。9月2日，鄉公所派員將約20公尺的楊氏宗祠圍牆拆除，以先行完成排水溝及4公尺寬道路，暫時維持單線通車。

### 列入文保

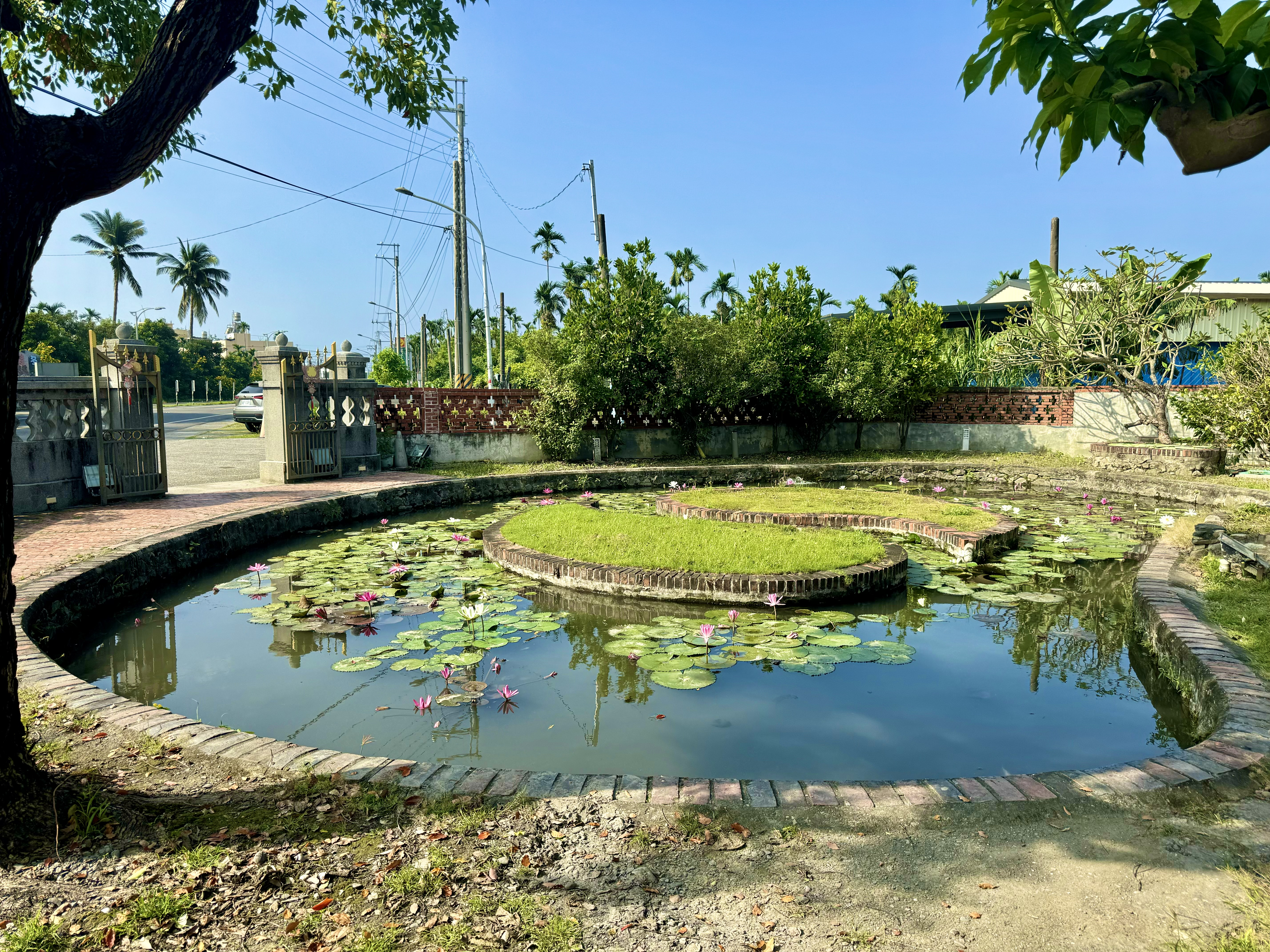
太極兩儀池

1996年3月1日，內政部民政司副司長溫源興率領王啟宗等內政部古蹟評鑑小組勘查佳冬楊氏宗祠後，結論是保存情況良好，但列為古蹟需再開會決定。8月底，獲得內政部公告指定為三級古蹟。9月16日，佳冬鄉民代表會臨時會由陳忠壽發起，決議請鄉公所以專案呈報內政部，儘速派員來協助交通問題。11月20日，陳忠壽、陳清石、劉雪鳳等鄉民代表抨擊內政部及縣府未解決道路問題。最後，以鄉民代表會主席賴憲和的構想為解決方案：由內政部將佳冬楊氏宗祠西北方農田變更為建地，以交換古蹟西南方建地，再徵收西南方建地作道路用地。
在修復前，縣政府文化局文化資產課委託建築師曾國恩先作調查、吳奕德負責規劃設計。2000年8月8日，首度實地測繪。楊氏宗親自出新台幣380萬元配合政府補助，湊成共2424萬元修復經費，於2008年12月動工，2010年8月27日完工。2011年4月4日舉行落成典禮，文化處長徐芬春、客務處長曾美玲代表縣長曹啟鴻到場。